# Abronia matudai
Abronia matudai là một loài thằn lằn trong họ Anguidae. Loài này được Hartweg & Tihen mô tả khoa học đầu tiên năm 1946.